# Armeria humilis subsp. humilis
Armeria humilis subsp. humilis é uma subespécie de planta com flor pertencente à família Plumbaginaceae. 
A autoridade científica da subespécie é (Link) Schult. in Roem. & Schult, tendo sido publicada em Syst. Veg. 6: 772 (1820).

## Portugal
Trata-se de uma subespécie presente no território português, nomeadamente em Portugal Continental.
Em termos de naturalidade é endémica da Península Ibérica.

## Protecção
Não se encontra protegida por legislação portuguesa ou da Comunidade Europeia.